# Алмазян Завен Саркісович
Завен Саркісович Алмазян (вірм. Զավեն Ալմազյան, 5 травня 1950, Ростов-на-Дону — 1973) — радянський серійний вбивця, ґвалтівник та некрофіл, який вчинив у 1969 — 1970 роках серію злочинів у Ростові-на-Дону та Ворошиловграді.

## Біографія
Завен Алмазян народився 1950 року в місті Ростов-на-Дону у вірменській родині. У дитинстві паралельно з навчанням у школі займався в секції вільної боротьби, освоївши задушливі прийоми, які згодом неодноразово застосовував проти своїх жертв. У 1968 році закінчив школу і вступив до технікуму, працював вантажником. Саме в цей час і стався психологічний надлам у його характері — дівчина, з якою він розраховував позбутися цноти, віддала перевагу іншому.

### Перші злочини
З початку 1969 року Алмазян почав здійснювати напади на жінок, які проводив за одним і тим же сценарієм — приставляв до обличчя жертви ніж і говорив, що її програли в карти, після чого відводив її в затишне місце і ґвалтував. Під час третього нападу Алмазян втратив студентський квиток на своє ім'я, проте йому вдалося ввести в оману співробітників міліції, сказавши, що це не він зґвалтував, а квиток втратив незадовго до того. Злякавшись викриття, він пішов до військового комісаріату і попросив призвати його на службу до лав радянської армії. Служив Алмазян в одній із військових частин у Ворошиловграді, де працював у свинарнику при військовій частині. Ця посада дозволяла йому уникати достатнього контролю з боку командування та отримати можливість йти у самовільні відлучки. 26 березня 1970 року він здійснив перший напад у Ворошиловграді, а наступні два тижні — ще 5 нападів. Вбачаючи серійний характер скоєних злочинів, керівництво обласного Управління внутрішніх справ направило на вулиці посилені міліцейські патрулі та добровільні народні дружини загальною чисельністю близько 300 осіб. Побоюючись упіймання, Алмазян почав чинити злочини в найбільш безлюдних районах міста.

### Вбивства
14 квітня 1970 року Алмазян скоїв перше вбивство. Зв'язавши тасьмою руки 17-річної Світлани Мазуріної і заткнувши їй рот шматком вафельного рушника, він зґвалтував і задушив дівчину. Як трофей він забрав позолочений годинник жертви. 16 травня 1970 року при спробі зґвалтування однієї з дівчат, які грали роль «приманки» для маніяка, було затримано Віталія Власова. Той зізнався у низці вчинених ним у 1966—1970 роках зґвалтувань (загалом було доведено 22 епізоди), проте відмовився визнавати себе винним у вбивстві. Згодом Власова було засуджено до 15 років позбавлення волі. Незабаром при спробі зґвалтування 13-річної дівчинки було затримано ще одного маніяка, але й він виявився непричетним до вбивства. До міліції надійшов анонімний лист, автор якого стверджував, що знає, хто вбивця, проте під час перевірки ці відомості також не підтвердилися.
4 липня 1970 року Алмазян скоїв зґвалтування та вбивство 17-річної Ніни Зайкової. На місці злочину він залишив уривок газети «Сільське життя». 6 серпня 1970 року він напав на 20-річну Ольгу Сєрову, яка поверталася додому з роботи, проте втручання перехожого змусило його втекти. 22 вересня 1970 року Алмазян знову здійснив невдалий напад, сховавшись від випадкових перехожих. На місці злочину він випадково упустив уривок простирадла, на якому був штамп військової частини. Однак слідство не зуміло скористатися цим через помилку висновку експерта, який неправильно визначив значення напівстертих цифр. 27 жовтня 1970 року Алмазян скоїв вбивство 20-річної Лариси Рогової і посмертно її зґвалтував . У вбитої забрав сережку та кофту червоного кольору.

### Арешт, слідство та суд
У ніч із 7 на 8 листопада 1970 року він разом із спільником напав на жінку в одному з міських парків. Народні дружинники, що знаходилися неподалік, кинулися навздогін. Унаслідок прочісування парку Алмазян та ще п'ятьох підозрілих чоловіків було затримано. Жертва маніяка, що вижила, впізнала його.
Алмазян незабаром зізнався у всіх своїх ростовських та ворошиловоградських злочинах. У його побутівці під час обшуку виявили всі речі, викрадені в убитих і зґвалтованих жінок. Загалом він скоїв три вбивства та 12 зґвалтувань. Виїзна сесія військового трибуналу Київського військового округу засудила Завена Алмазяна до найвищої міри покарання смертної кари через розстріл. Верховний Суд СРСР залишив вирок без зміни. У 1973 році вирок був виконаний.

## У масовій культурі
- «Сталеві пальці» — фільм з циклу " Слідство вели... "
- «Мисливець на мертвих» — фільм із циклу " Легенди радянського розшуку "